# Gruszowiec
Gruszowiec ist eine Ortschaft mit einem Schulzenamt der Gemeinde Dobra im Powiat Limanowski der Woiwodschaft Kleinpolen in Polen.

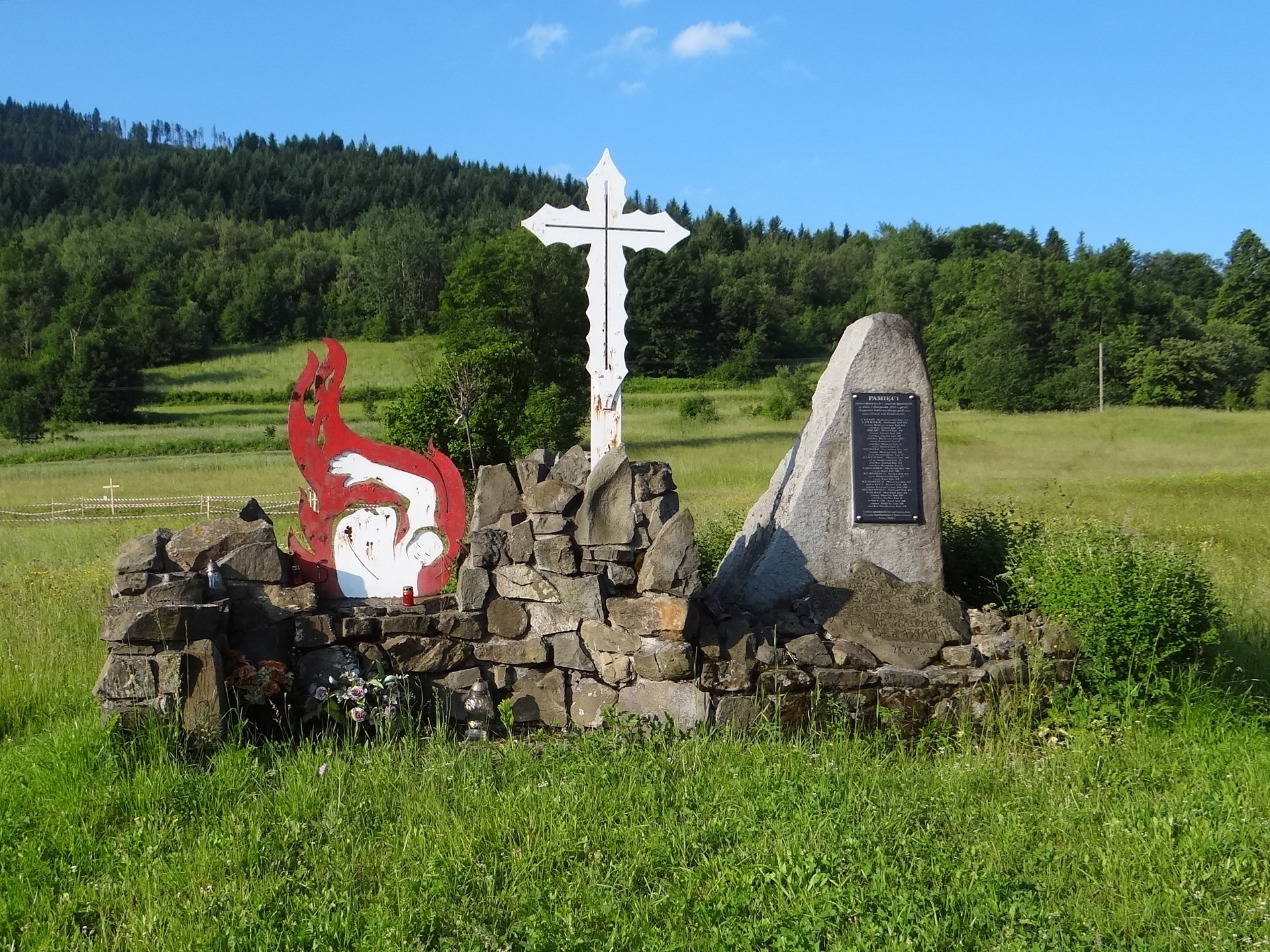
Denkmal der Befriedung durch Gewalt von deutschen Besatzern in Gruszowiec

## Geographie
Der Ort liegt in den Inselbeskiden, südlich des Bergs Śnieżnica (1007 m), etwa 17 km westlich von Limanowa und 41 Kilometer südlich von Krakau.

## Geschichte
Der Ort wurde im Jahr 1618 erstmals urkundlich erwähnt.
Politisch und administrativ gehörte das private Dorf zum Königreich Polen (ab 1569 in der Adelsrepublik Polen-Litauen), Woiwodschaft Krakau. Nach der Ersten Teilung Polens kam Gruszowiec zum neuen Königreich Galizien und Lodomerien des habsburgischen Kaiserreichs (ab 1804).
1918, nach dem Ende des Ersten Weltkriegs und dem Zusammenbruch der k.u.k. Monarchie, kam Gruszowiec zu Polen. Unterbrochen wurde dies durch die Besetzung Polens durch die Wehrmacht im Zweiten Weltkrieg, während der es zum Distrikt Krakau im Generalgouvernement gehörte.
Von 1975 bis 1998 gehörte Gruszowiec zur Woiwodschaft Nowy Sącz.